# بنی بشیر (الجزایر)

بنی بشیر

بنی بشیر (الجزایر) (به عربی: بنی بشیر) یک شهرداری در الجزایر است که در استان سکیکده واقع شده‌است.